# Kótoku
Kótoku (japonsky 孝徳天皇, Kōtoku-tennō, 596 – 24. listopadu 654) byl třicátý šestý císař Japonska v souladu s tradičním pořadím posloupnosti. Vládl od roku 645 do své smrti v roce 654.

## Životopis

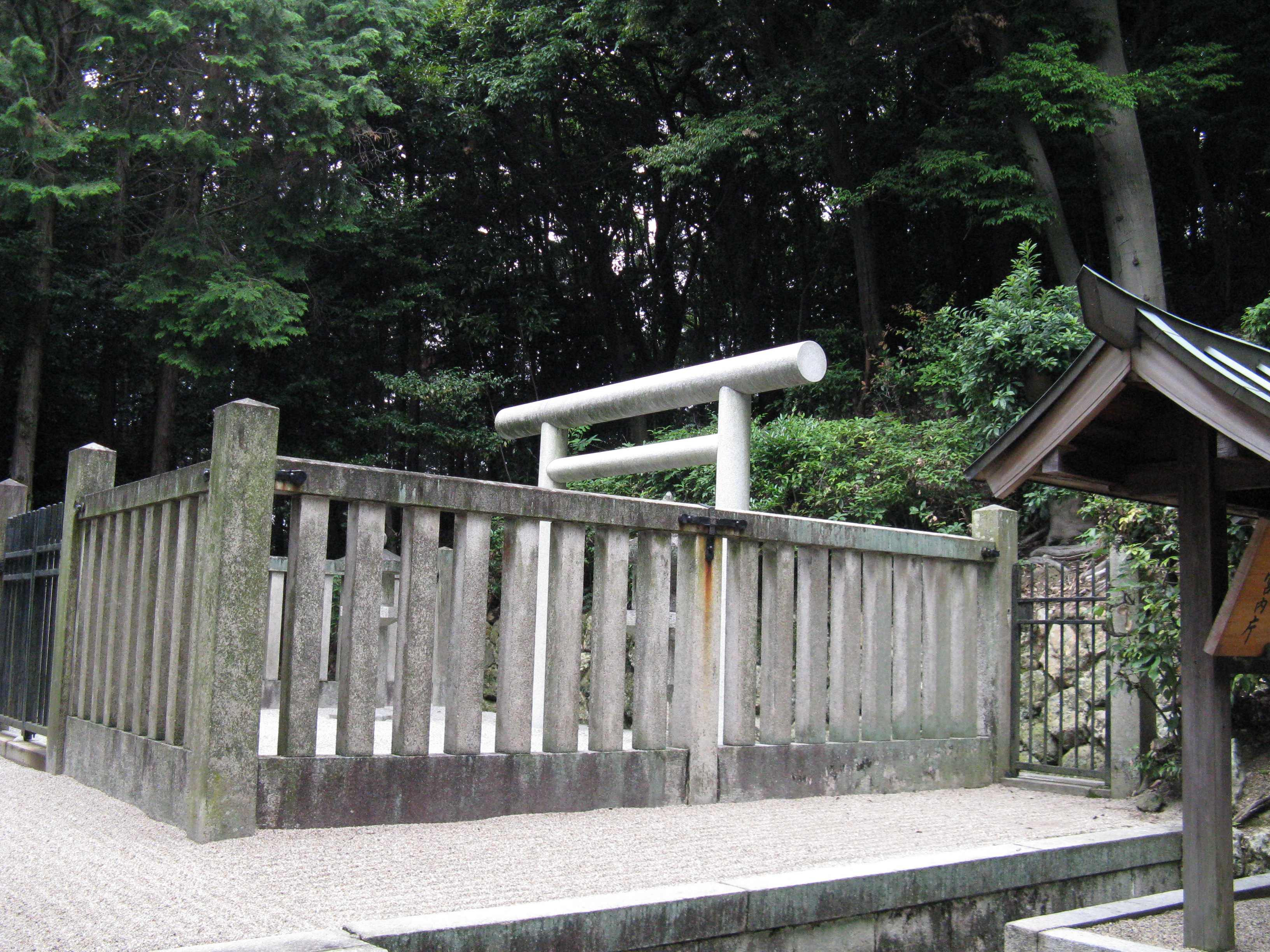
Pamětní šintoistická svatyně a mauzoleum, kde je uctíván císař Kótoku

Před nástupem na Chryzantémový trůn znělo jeho rodné jméno Karu-no-Ódži (princ Karu). Byl pravnukem císaře Bidacua a synem prince Činua. Jeho starší sestrou byla císařovna Kógjoku/Saimei, která ve třetím roce prvního období své vlády odstoupila z trůnu, a jejím nástupcem se stal princ Karu.
Kótoku vládl od 12. července 645 do své smrti v roce 654. Roku 645 usedl na trůn dva dny poté, co se princ Naka no Óe, pozdější císař Tendži, spolupodílel na zavraždění dvořana Iruky Sogy přímo na dvoře císařovny Kógjoku. Císařovna poté abdikovala ve prospěch svého syna, korunního prince Naky, Naka no Óe však trval na tom, že na trůn by měl usednout jeho strýc princ Karu.
Kótokuův titul by dnes nezněl tennó, neboť, jak se mnozí historikové domnívají, tento titul byl zaveden až za vlády císaře Temmua a císařovny Džitó. Spíš by zněl Sumeramikoto či Amenošita Širošimesu Ókimi (治天下大王), což znamená „velký král vládnoucí všemu pod nebesy“. Mohl by také být nazýván ヤマト大王/大君 neboli „velký král dynastie Jamato“.
V roce 645 založil císař nové město v místě zvaném Naniwa a přenesl hlavní město z provincie Jamato právě sem. Nové hlavní město mělo námořní přístav, což bylo výhodné pro zahraniční obchod a diplomatickou činnost. Roku 653 Kótoku vyslal diplomatickou misi ke dvoru čínské říše Tchang, ale poselstvo o některé lodi cestou přišlo.
Korunní princ Naka no Óe byl de facto hlavou vlády. V roce 653 navrhl, aby se hlavní město navrátilo zpět do provincie Jamato, ale císař Kótoku jeho návrh odmítl. Korunní princ Naka císařův přístup ignoroval a přestěhoval se zpět. Spolu s ním odešlo mnoho dvořanů včetně Kótokuovy manželky císařovny Hašihito. Kótokua ponechali v jeho novém paláci, kde následujícího roku zemřel na následky nemoci. Naka no Óe nenastoupil po jeho smrti na trůn, kam se místo toho opětovně navrátila Kótokuova sestra a bývalá císařovna Kógjoku. Na Chryzantémový trůn tentokrát usedla jako císařovna Saimei.
Spolu s korunním princem Nakou spustil císař Kótoku reformu Taika. Jednalo se o soubor reforem, který začal pozemkovou reformou, jejímž cílem bylo dosáhnout větší centralizace a posílit moc císařského dvora. Za Kótokuova panování byl rovněž zaveden systém hasšó kjakkan neboli 8 ministerstev a 100 úřadů.
Místo, kde byl císař Kótoku pohřben, je známo. Císař je tradičně uctíván v pamětní šintoistické svatyni (misasagi) v Ósace. Úřad pro záležitosti japonského císařského dvora stanovil toto místo jako Kótokuovo mauzoleum, takže nese formální jméno Ōsaka-no-shinaga no misasagi.

## Rodina
Kótoku měl přinejmenším 3 manželky včetně císařovny Hašihito († 665), dcery císaře Džomeie a Kótokuovy starší sestry císařovny Kógjoku. Z těchto vztahů však vzešel pouze jediný syn, princ Arima (640–658).